# Hrvoje Vejić
Hrvoje Vejić (* 8. Juni 1977 in  Ploče, SFR Jugoslawien) ist ein kroatischer Fußballspieler.

## Laufbahn
Hrvoje Vejić begann seine Profikarriere im Jahr 1998 als Abwehrspieler beim NK Zagreb in Kroatien. 2001 wechselte er in der ersten kroatischen Fußballliga 1. HNL zu Hajduk Split.
Vom Sommer 2005 bis Januar 2009 lief er für den russischen Fußballverein Tom Tomsk in der russischen Premjer-Liga auf, seit Januar 2009 spielt er wieder für Hajduk Split.
Von 2007 bis 2009 gehörte er zum Kader der kroatischen Nationalmannschaft. Er qualifizierte sich mit seiner Landesauswahl für die Fußball-Europameisterschaft 2008, bei der er ein Endrundenspiel bestritt.